# Media bez wyboru

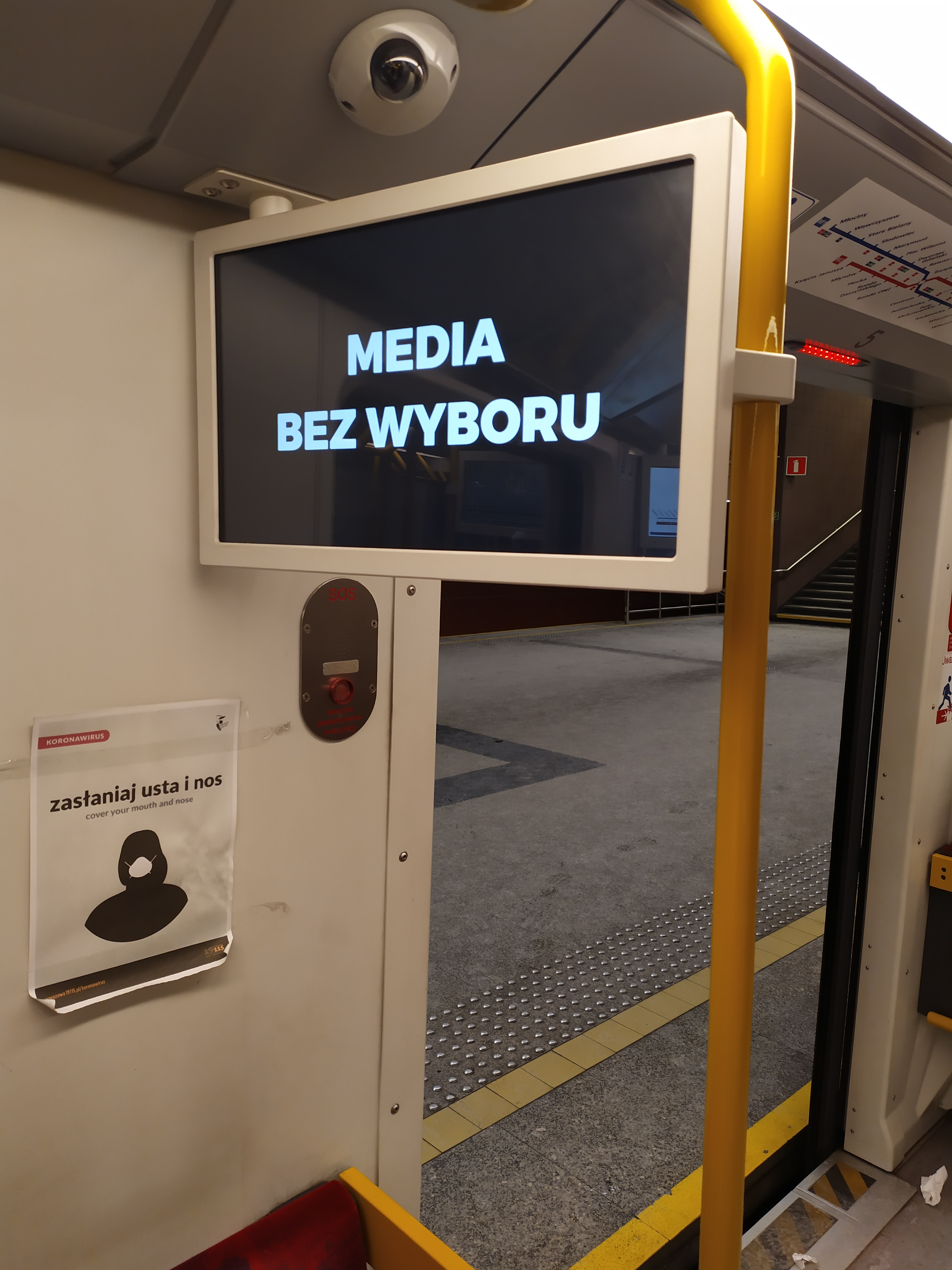
Telewizja informacyjna w warszawskim metrze

Media bez wyboru – jednodniowa akcja części mediów komercyjnych w Polsce, polegająca na powstrzymaniu się od aktywności (publikowania informacji oraz reklam, wyłączeniu nadawania) podjęta 10 lutego 2021 w proteście przeciw zapowiadanemu przez rząd projektowi wprowadzenia podatku od reklam.
W proteście wzięły udział m.in. redakcje papierowych dzienników, jak Gazeta Wyborcza, internetowe portale związane z prasą drukowaną, stacje telewizyjne (m.in. TVN, TVN24, Polsat, Polsat News) i radiowe oraz portale informacyjne. Od 4 rano przez 24 godziny zamiast informacji i reklam wyświetlane były czarne plansze z informacją „media bez wyboru”, „tu miał być twój ulubiony program” lub podobną, niekiedy z krótkim wyjaśnieniem przyczyn tej akcji. Stacje telewizyjne TVN i Polsat po raz pierwszy od początku nadawania nie nadały nowych wydań swoich głównych programów informacyjnych. Niektóre media – m.in. Radio Nowy Świat, czy Radio Eska – wprawdzie nie wstrzymały nadawania, ale ogłosiły przyłączenie się do protestu. Z kolei Radio Wnet wydało oświadczenie, w którym sprzeciwiają się wprowadzeniu podatku od reklam.

## Tło

### Sytuacja mediów w Polsce

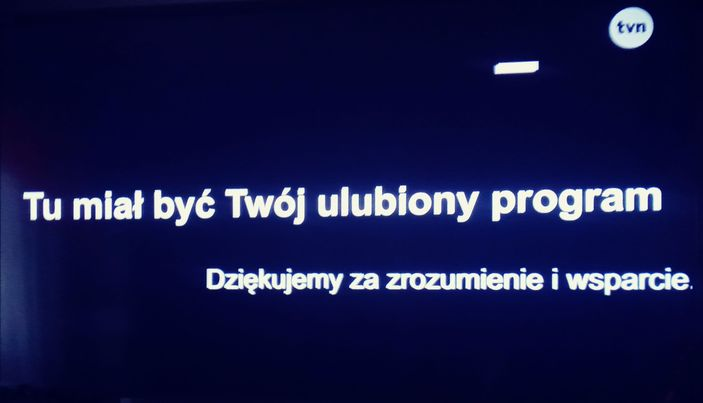
Plansza z napisem „Tu miał być Twój ulubiony program” emitowana na antenie TVN 10 lutego w ramach akcji „Media bez wyboru”

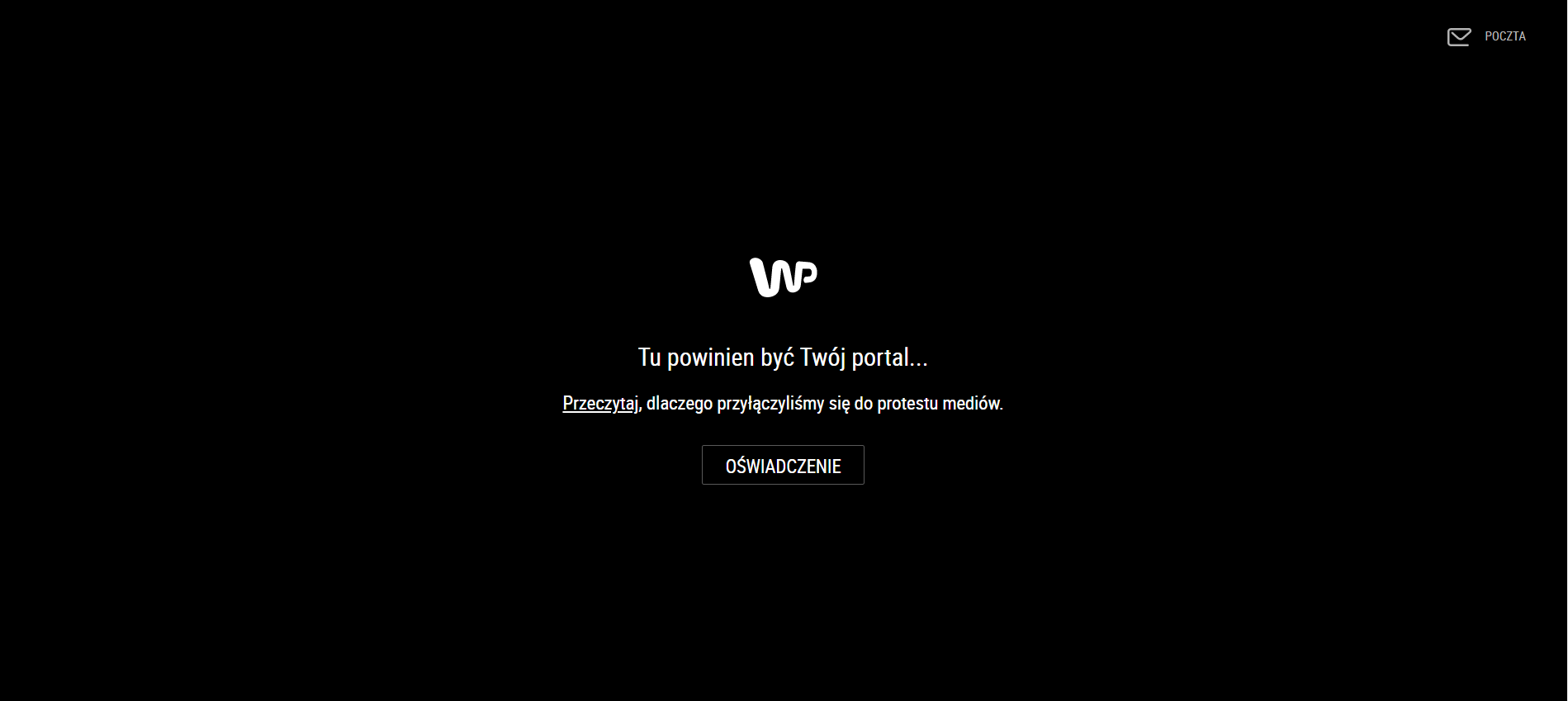
Zrzut ekranu z portalu „Wirtualna Polska” z napisem „Tu powinien być Twój portal...”

W związku z panującą od początku 2020 roku pandemią COVID-19 wpływy wydawców prasy z tytułu reklam w Polsce uległy zmniejszeniu o blisko 50%, a sprzedaż większości czasopism na polskim rynku znacznie spadła. Z kolei ograniczenie, będących motorem napędowym ruchu reklamowego, liczby konferencji i konkursów oraz zaprzestanie w dużym stopniu organizowania imprez kulturalnych, a także sportowych spowodowały, że poziom dochodów mediów bardzo się obniżył. Obawiano się w związku z tym o upadłość znacznej części mniejszych firm medialnych w Polsce.

### Składka z tytułu reklamy internetowej i konwencjonalnej
Wprowadzenie składek z tytułu reklamy internetowej i reklamy konwencjonalnej zapowiedziano na początku lutego 2021, kiedy to do wykazu prac legislacyjnych rządu wpisano projekt ustawy o dodatkowych przychodach Narodowego Funduszu Zdrowia, Narodowego Funduszu Ochrony Zabytków oraz utworzeniu Funduszu Wsparcia Kultury i Dziedzictwa Narodowego w Obszarze Mediów. Wejście w życie ustawy było planowane na lipiec 2021.
Do uiszczania składki zobowiązane miały być podmioty świadczące na terytorium Polski reklamę internetową (składka z tytułu reklamy internetowej) oraz dostawcy usług medialnych, nadawcy radiowi i telewizyjni, podmioty prowadzące kina, podmioty umieszczające reklamę na nośniku zewnętrznym oraz wydawcy prasowi, którzy świadczą usługi reklamy na terytorium Polski (składka z tytułu reklamy konwencjonalnej).
Wpływy z zapowiadanego podatku miały zasilić w 50% Narodowy Fundusz Zdrowia, w 35% nowo utworzony Fundusz Wsparcia Kultury i Dziedzictwa Narodowego w Obszarze Mediów, a w 15% Narodowy Fundusz Ochrony Zabytków. Budżet NFZ w 2020 wyniósł niemal 100 mld zł, podczas gdy szacowany przychód z podatku od reklam wynieść miałby ok. 800 mln zł rocznie, zatem zdrowotna część "składki" stanowiłaby niespełna 0,5% budżetu NFZ.

## Media popierające akcję
| Media, które popierały i/lub brały udział w akcji „Media bez wyboru” | Media, które popierały i/lub brały udział w akcji „Media bez wyboru”                            |
| Nazwa przedsiębiorstwa                                               | Uwagi                                                                                           |
| -------------------------------------------------------------------- | ----------------------------------------------------------------------------------------------- |
| Agencja Wydawnicza Agard                                             | Sygnatariusz listu otwartego                                                                    |
| Wydawnictwo Agora                                                    | Sygnatariusz listu otwartego                                                                    |
| AMS                                                                  | Sygnatariusz listu otwartego                                                                    |
| Bonnier Business                                                     | Sygnatariusz listu otwartego                                                                    |
| Business Insider                                                     | Zawieszenie strony internetowej                                                                 |
| Burda Media Polska                                                   | Sygnatariusz listu otwartego                                                                    |
| Canal+                                                               | Sygnatariusz listu otwartego                                                                    |
| Dziennik Bałtycki                                                    | Poparcie akcji                                                                                  |
| Dziennik Gazeta Prawna                                               | Poparcie akcji, zawieszenie strony internetowej                                                 |
| Dziennik Łódzki                                                      | Poparcie akcji                                                                                  |
| Dziennik Polski                                                      | Poparcie akcji                                                                                  |
| Dziennik Trybuna                                                     | Sygnatariusz listu otwartego                                                                    |
| Dziennik Wschodni                                                    | Sygnatariusz listu otwartego                                                                    |
| Dziennik Zachodni                                                    | Poparcie akcji                                                                                  |
| Edipresse Polska                                                     | Sygnatariusz listu otwartego                                                                    |
| Eleven Sports Network                                                | Sygnatariusz listu otwartego                                                                    |
| Eurozet                                                              | Sygnatariusz listu otwartego                                                                    |
| Express Ilustrowany                                                  | Poparcie akcji                                                                                  |
| Fakt                                                                 | Zawieszenie strony internetowej                                                                 |
| Gazeta Radomszczańska                                                | Sygnatariusz listu otwartego                                                                    |
| Gazeta Wrocławska                                                    | Poparcie akcji                                                                                  |
| Gazeta Wyborcza                                                      | Poparcie akcji, zawieszenie strony internetowej                                                 |
| Głos24                                                               | Poparcie akcji, zawieszenie strony internetowej                                                 |
| Głos Wielkopolski                                                    | Poparcie akcji                                                                                  |
| Green Content                                                        | Sygnatariusz listu otwartego                                                                    |
| Gremi Media                                                          | Sygnatariusz listu otwartego                                                                    |
| Grupa Radiowa Agory                                                  | Sygnatariusz listu otwartego                                                                    |
| Grupa Radiowa Time                                                   | Sygnatariusz listu otwartego                                                                    |
| Grupa TVN                                                            | Sygnatariusz listu otwartego                                                                    |
| Helios                                                               | Sygnatariusz listu otwartego                                                                    |
| Infor Biznes                                                         | Sygnatariusz listu otwartego                                                                    |
| Interia                                                              | Sygnatariusz listu otwartego, zawieszenie strony internetowej                                   |
| Kino Polska                                                          | Sygnatariusz listu otwartego                                                                    |
| Kurier Gmin                                                          | Sygnatariusz listu otwartego                                                                    |
| Lemon Records                                                        | Sygnatariusz listu otwartego                                                                    |
| Lubelski Kurier                                                      | Poparcie akcji                                                                                  |
| Marshal Academy                                                      | Sygnatariusz listu otwartego                                                                    |
| Music TV                                                             | Sygnatariusz listu otwartego                                                                    |
| Muzo.fm                                                              | Sygnatariusz listu otwartego                                                                    |
| Newonce.radio                                                        | Zawieszenie strony internetowej                                                                 |
| Newsweek Polska                                                      | Zawieszenie strony internetowej                                                                 |
| OKO.press                                                            | Zawieszenie strony internetowej                                                                 |
| Onet.pl                                                              | Zawieszenie strony internetowej                                                                 |
| NaTemat.pl                                                           | Sygnatariusz listu otwartego, zawieszenie strony internetowej                                   |
| Polityka                                                             | Sygnatariusz listu otwartego                                                                    |
| Polska Press                                                         | Sygnatariusz listu otwartego                                                                    |
| Przegląd Sportowy                                                    | Zawieszenie strony internetowej                                                                 |
| Radio 357                                                            | Poparcie akcji                                                                                  |
| Radio Wnet                                                           | Poparcie akcji                                                                                  |
| Radio Nowy Świat                                                     | Poparcie akcji                                                                                  |
| Radio Zet                                                            | Zawieszenie strony internetowej, wstrzymanie nadawania audycji                                  |
| Ringier Axel Springer Polska                                         | Sygnatariusz listu otwartego                                                                    |
| RMF FM                                                               | Sygnatariusz listu otwartego, zawieszenie strony internetowej, wstrzymanie nadawania audycji    |
| Rzeczpospolita                                                       | Poparcie akcji, zawieszenie strony internetowej (od godziny 10)                                 |
| Stavka                                                               | Sygnatariusz listu otwartego                                                                    |
| Superstacja                                                          | Sygnatariusz listu otwartego                                                                    |
| Telewizja Polsat, Polsat News                                        | Sygnatariusz listu otwartego, wstrzymanie emitowania programów, zawieszenie strony internetowej |
| Tok FM                                                               | Wstrzymanie nadawania audycji, zawieszenie strony internetowej                                  |
| TVN                                                                  | Zawieszenie strony internetowej, wstrzymanie emitowania programów                               |
| TVN24, TVN24 BiS                                                     | Sygnatariusz listu otwartego, wstrzymanie emitowania programów, zawieszenie strony internetowej |
| TV Puls                                                              | Sygnatariusz listu otwartego                                                                    |
| TV Spektrum                                                          | Sygnatariusz listu otwartego                                                                    |
| Tygodnik Podhalański                                                 | Sygnatariusz listu otwartego                                                                    |
| Wirtualna Polska                                                     | Sygnatariusz listu otwartego, zawieszenie strony internetowej                                   |
| Wydawnictwo Bauer                                                    | Sygnatariusz listu otwartego                                                                    |
| Wydawnictwo Wulkan                                                   | Sygnatariusz listu otwartego                                                                    |
| Wydawnictwo Magraf                                                   | Sygnatariusz listu otwartego                                                                    |
| Wydawnictwo Nowiny                                                   | Sygnatariusz listu otwartego                                                                    |
| ZPR Media                                                            | Sygnatariusz listu otwartego                                                                    |

## Zasięg
Do godziny 14:30 10 lutego 2021 zasięg hasztagu „Media bez wyboru” osiągnął w Internecie 115 milionów. Prasa dotarła do kolejnych 1,27 miliona osób. W pierwszym dniu powstało także prawie 2,5 tysiąca publikacji na temat protestu. Do 11 lutego na temat akcji powstało w Internecie ponad 440 milionów wzmianek. Hasztagi akcji (#mediabezwyboru oraz #protestmediów) 11 lutego tego samego roku zdobyły ponad 96 tysięcy wpisów z 37-milionowym zasięgiem, natomiast #wolnemedia 1,9-milionowym.

## Reakcje

### Media zagraniczne
O proteście „Media bez wyboru” doniosły zagraniczne agencje, m.in. Politico, ABC News, U.S. News & World Report, BBC, Washington Post, Guardian, Reuters, Associated Press, Agence France-Presse, France 24, Deutsche Welle, Bloomberg, Euronews, The Telegraph, Frankfurter Allgemeine Zeitung, Wiener Zeitung czy Tagesschau.
Dzienniki Le Figaro, Le Monde oraz agencja AFP określiły protest polskich mediów jako bezprecedensowy.

### Politycy
Madeleine Albright określiła projekt podatku jako „atak na demokrację i praworządność”. Szef amerykańskiej misji dyplomatycznej w Polsce, Bix Aliu napisał, że „wolne media są kamieniem węgielnym demokracji. Stany Zjednoczone będą zawsze bronić niezależności mediów”. Zaniepokojenie sytuacją w Polsce wyraziła także Komisja Europejska.
Protesty poparła Konfederacja, a także inni opozycyjni politycy, m.in. Rafał Trzaskowski oraz Szymon Hołownia, Agnieszka Dziemianowicz-Bąk, Anna Maria Żukowska, Władysław Kosiniak-Kamysz, Jerzy Buzek czy Donald Tusk. Chęć zablokowania planowanego podatku wyraziło także koalicyjne wobec PiS Porozumienie. 11 lutego marszałek Senatu Tomasz Grodzki wygłosił orędzie, w którym wezwał rząd do wycofania się z projektu podatku od reklam, stwierdzając, że „jego celem jest stłumienie wszelkiej krytyki rządzących i nałożenie kagańca na niezależne media”. 19 lutego Senat przyjął uchwałę, w której wyraził sprzeciw wobec projektu podatku od reklam oraz poparcie dla protestu mediów. Uchwała została przyjęta głosami 51 senatorów, 45 głosowało przeciw, 3 wstrzymało się.
Politycy Prawa i Sprawiedliwości wypowiadali się krytycznie na temat protestu. Rzecznik rządu Piotr Müller powiedział, że podatek dotyczyć ma „cyfrowych gigantów”, a odnosząc się do protestu stwierdził, że „każdy chce unikać podatków”. Premier Mateusz Morawiecki stwierdził, że podatek musi być progresywny, „żeby ci więksi i najwięksi mieli większy wkład do życia społecznego” oraz zapewniał, że opłata nie dotknie mediów lokalnych i regionalnych. Do akcji i planowanego podatku odniósł się także prezydent RP Andrzej Duda, który stwierdził, że ustawa nie była z nim konsultowana. Powiedział także, że jeżeli pieniądze z daniny miałyby być skierowane do NFZ, to „jakiś rozsądek w tym jest”.

### Rzecznik Praw Obywatelskich
Rzecznik praw obywatelskich Adam Bodnar poparł protest, stwierdzając:

„Czarna Środa” wyciszonych sygnałów radiowych i ekranów telewizyjnych, stanie się symbolem walki o przetrwanie polskiej demokracji. (...) Jeśli granica tego, co jest akceptowalne, będzie się przesuwać, to w 2023 roku nie będziemy mieli uczciwych wyborów. Być może pozostaną jedynie enklawy wolności, w postaci niektórych tytułów prasowych czy internetowych stacji radiowych.

### Ludzie kultury i sportu

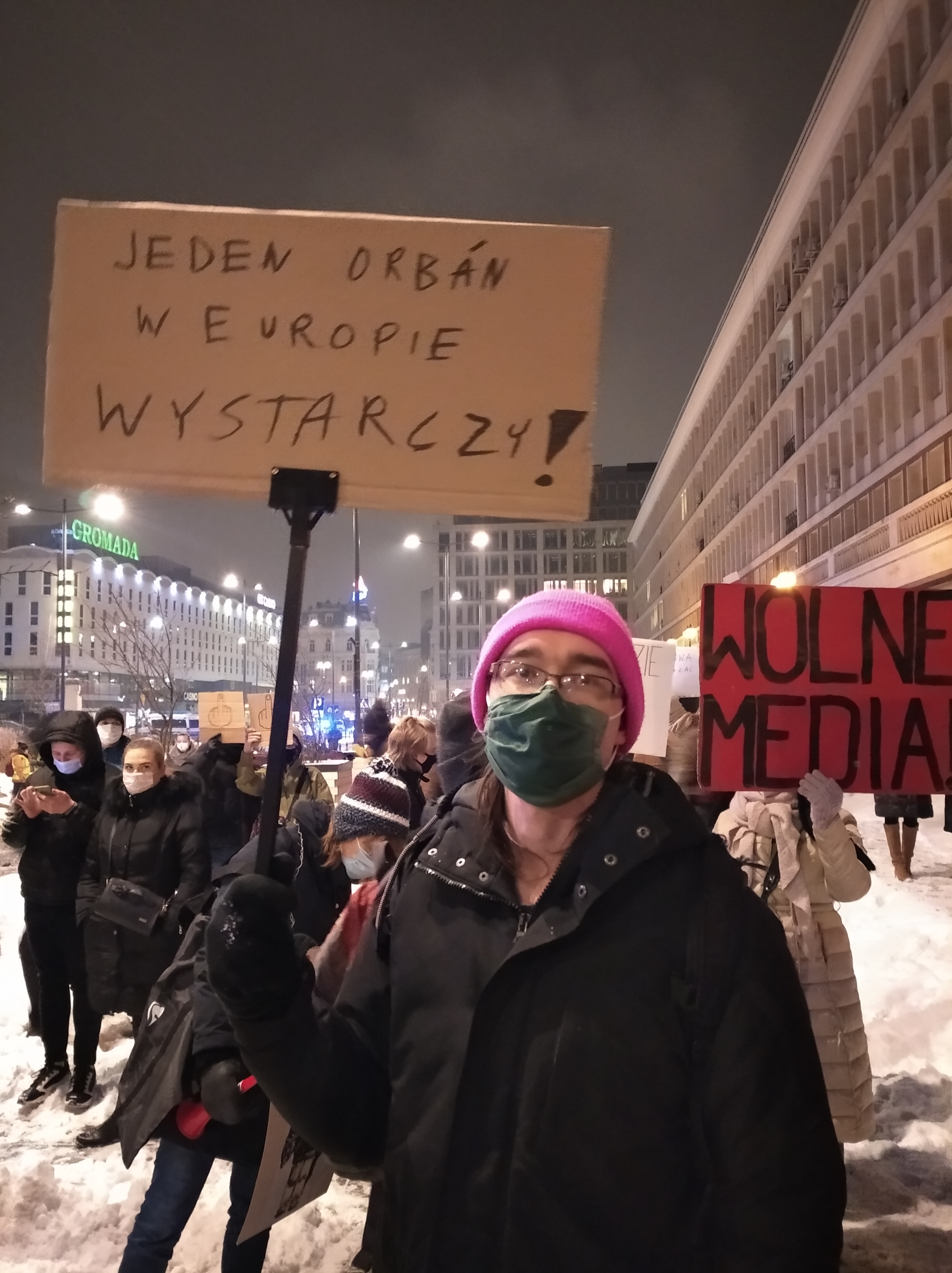
Uczestnicy demonstracji na placu Powstańców Warszawy; slogan nawiązuje do Viktora Orbána, ówczesnego premiera Węgier

Poparcie akcji wyraziło wiele osób publicznych, w tym m.in. Barbara Kurdej-Szatan, Joanna Koroniewska, Filip Chajzer, Martyna Wojciechowska czy Beata Tadla.
Także sportowcy poparli „Media bez wyboru”: m.in. Radosław Majdan, Artur Szpilka czy Marcin Gortat.

### Protesty uliczne
W środę 10 lutego w związku z akcją „Media bez wyboru” odbył się uliczny protest kilkudziesięciu osób przed siedzibą Prawa i Sprawiedliwości w Łodzi przy ulicy Piotrkowskiej 143. Tego samego dnia protest grupy około 150 osób odbył się także w Warszawie na placu Powstańców Warszawy (ten protest rozpoczął się o godzinie 19:30 przed siedzibą TVP, w czasie emitowania Wiadomości), a także przed siedzibą Telewizji Polskiej w Gdańsku. Na terenie miasta Warszawy do ruchu przyłączyli się uczestnicy Ogólnopolskiego Strajku Kobiet.
Protesty uliczne odbyły się także 2 dni później, 12 lutego 2021 roku. Miały one miejsce na terenie Krakowa oraz innych miast położonych w województwie małopolskim, Lublina, Białej Podlaskiej i Puław.
13 lutego protest odbył się we Wrocławiu. Jego uczestnikami byli członkowie organizacji takich jak Spacerowicze, Nowa Nadzieja, Strajk Kobiet Wrocław, Platforma Obywatelska, Młodzi Demokraci Dolny Śląsk, Młoda Lewica, Strajk Obywatelski, Nowa Lewica, Obywatele RP, Teatr Polski, Wrocław dla Demokracji, Komitet Obrony Demokracji oraz Wiosna. Protest ten przybrał nazwę „Solidarnie z mediami”.

## Opinia publiczna
| Czy popierasz protest mediów: Media bez wyboru? | 10–11 II 2021, SW Research | 11 II 2021, Kantar Polska | 11 II 2021, Kantar Polska | 11 II 2021, Kantar Polska | 11 II 2021, Kantar Polska | 11 II 2021, Kantar Polska   | 11 II 2021, Kantar Polska          | 11 II 2021, Kantar Polska      | 11 II 2021, Kantar Polska           |
| Czy popierasz protest mediów: Media bez wyboru? | Wszyscy                    | Wszyscy                   | Według wieku              | Według wieku              | Według wieku              | Według miejsca zamieszkania | Według miejsca zamieszkania        | Według miejsca zamieszkania    | Według miejsca zamieszkania         |
| Czy popierasz protest mediów: Media bez wyboru? | Wszyscy                    | Wszyscy                   | 15–24 lat                 | 25–59 lat                 | 60–75 lat                 | Wsie                        | Miejscowości do 20 tys. mieszkaców | Miasta 20–500 tys. mieszkańców | Miasta powyżej 500 tys. mieszkańców |
| ----------------------------------------------- | -------------------------- | ------------------------- | ------------------------- | ------------------------- | ------------------------- | --------------------------- | ---------------------------------- | ------------------------------ | ----------------------------------- |
| Tak                                             | 73%                        | 62%                       | 71%                       | 63%                       | 87%                       | 87%                         | 62%                                | 70–72%                         | 64%                                 |
| Nie                                             | 20%                        | 20%                       | 29%                       | 37%                       | 13%                       | 13%                         | 38%                                | 30%                            | 36%                                 |
| Nie wiem/Nie mam zdania                         | 7%                         | 18%                       | 29%                       | 37%                       | 13%                       | 13%                         | 38%                                | 30%                            | 36%                                 |

## Skutki
Koszt przedsięwzięcia, spowodowany brakiem wpływów reklamowych podczas trwania akcji, wyniósł prawdopodobnie ponad 5 milionów złotych.
Skutkiem protestu stacji komercyjnych była także wyższa niż zazwyczaj oglądalność audycji nadawcy publicznego oraz mniejszych stacji komercyjnych. Na przykład „Wiadomości” TVP1 tego dnia obejrzało 4,5 miliona widzów (telewizje Polsat oraz TVN nie emitowały w ten dzień swoich programów informacyjnych).